# Molane
Die Molane (norwegisch für Kleinteile) sind eine Gruppe aus drei Nunatakkern im ostantarktischen Königin-Maud-Land. Sie ragen südöstlich des Vørterkaka im östlichen Teil der Sør Rondane auf.
Wissenschaftler des Norwegischen Polarinstituts benannten sie 1988.